# Sukkah
Sukkah, in ebraico  סוכה, in italiano capanna o anche, in senso rituale, succà o tabernacolo, viene riferita alle capanne erette dagli ebrei osservanti per la festa autunnale di Sukkot, in italiano appunto detta Festa delle Capanne, una delle Feste di pellegrinaggio o Shalosh regalim

## Origine della Sukah
La capanna ricorda il transito degli ebrei nel deserto del Sinai durante l'esodo.